# Damernas K-2 500 meter i kanotsport vid olympiska sommarspelen 1972
Damernas K-2 500 meter vid olympiska sommarspelen 1972 hölls i Västtyskland. 

## Medaljörer
| Gren           | Guld                                               | Silver                                    | Brons                                     |
| K-2, 500 meter | Sovjetunionen Ljudmila Pinaeva Jekaterina Kurysjko | Östtyskland Ilse Kaschube Petra Grabowsky | Rumänien Maria Nichiforov Viorica Dumitru |

## Resultat

### Heat
| Heat 1 |                                                        |         |    |
| 1.     | Ljudmila Pinaeva Jekaterina Kurysjko (URS)             | 2:00,31 | QF |
| 2.     | Ilse Kaschube och Petra Grabowski (GDR)                | 2:00,96 | QF |
| 3.     | Anna Pfeffer och Katalin Hollósy (HUN)                 | 2:01,87 | QF |
| 4.     | Izabella Antonowicz och Ewa Grajkowska (POL)           | 2:04,30 | QS |
| 5.     | Natasha Petrova och Petrana Koleva (BUL)               | 2:05,16 | QS |
| 6.     | Majorie Horner-Dixon och Claudia Hunt (CAN)            | 2:11,24 | QS |
| Heat 2 |                                                        |         |    |
| 1.     | Maria Nichiforov och Viorica Dumitru (ROU)             | 1:59,59 | QF |
| 2.     | Roswitha Esser och Renate Breuer (FRG)                 | 2:00,32 | QF |
| 3.     | Mieke Jaapies och Maria van der Holst-Blijlevens (NED) | 2:03,33 | QF |
| 4.     | Anastászie Fridrichová och Oldřiška Kaplanová (TCH)    | 2:06,73 | QS |
| 5.     | Helen Woodhouse och Pamela Renshaw (GBR)               | 2:10,22 | QS |
| 6.     | Nancy Purves och Linda Murray (USA)                    | 2:11,50 | QS |

### Semifinal
| Semifinal |                                                     |         |    |
| 1.        | Izabella Antonowicz och Ewa Grajkowska (POL)        | 1:55,50 | QF |
| 2.        | Natasha Petrova och Petrana Koleva (BUL)            | 1:57,31 | QF |
| 3.        | Anastászie Fridrichová och Oldřiška Kaplanová (TCH) | 1:58,25 | QF |
| 4.        | Nancy Purves och Linda Murray (USA)                 | 2:01,27 |    |
| 5.        | Majorie Horner-Dixon och Claudia Hunt (CAN)         | 2:03,60 |    |
| 6.        | Helen Woodhouse och Pamela Renshaw (GBR)            | 2:04,44 |    |

### Final
| Gold   | Ljudmila Pinaeva Jekaterina Kurysjko (URS)             | 1:53,50 |
| Silver | Ilse Kaschube och Petra Grabowski (GDR)                | 1:54,30 |
| Bronze | Maria Nichiforov och Viorica Dumitru (ROU)             | 1:55,01 |
| 4.     | Anna Pfeffer och Katalin Hollósy (HUN)                 | 1:55,12 |
| 5.     | Roswitha Esser och Renate Breuer (FRG)                 | 1:55,64 |
| 6.     | Anastászie Fridrichová och Oldřiška Kaplanová (TCH)    | 1:57,45 |
| 7.     | Mieke Jaapies och Maria van der Holst-Blijlevens (NED) | 1:58,11 |
| 8.     | Natasha Petrova och Petrana Koleva (BUL)               | 1:59,40 |
| 9.     | Anastászie Fridrichová och Oldřiška Kaplanová (TCH)    | 1:59,84 |